# Scytalopus simonsi
El churrín de la Puna o tapaculo de la Puna (en Perú) (Scytalopus simonsi), es una especie de ave paseriforme perteneciente al numeroso género Scytalopus de la familia Rhinocryptidae. Es nativo de los Andes del centro oeste de América del Sur.

## Distribución y hábitat
Se distribuye desde el sureste de Perú (Cordillera Vilcanota, en Cuzco) hacia el este hasta el centro de Bolivia (Cochabamba).
Es bastante común en el sotobosque de selvas montanas húmedas altas, cerca de la línea de vegetación, y en fragmentos de bosques de Polylepis, principalmente entre los 3000 y los 4300 m s. n. m. de altitud.

### Taxonomía
La presente especie ya fue considerada una subespecie de un Scytalopus magellanicus más ampliamente definido, pero difieren substancialmente en la vocalización.
Probablemente sea más próxima a Scytalopus schulenbergi y a una especie todavía no descrita del centro sur de Perú (Apurímac); también relacionada con Scytalopus urubambae. Es monotípica.